# Midland (banda)
Midland é um grupo Americano de música country, formado em 2016 em Dripping Springs, Texas, composta por Mark Wystrach (vocais), Cameron Duddy (guitarra, backing vocal), e Jess Carson (guitarra, backing vocal). Além de estar na banda, Wystrach é um ator e modelo, e Duddy é um diretor de vídeos músicais. A banda lançou um álbum de estúdio, On the Rocks, que foi responsável por atingir o topo com dois singles no chart do Billboard country music: "Drinkin' Problem" e "Make a Little". O estilo da banda é definido como country tradicionalista.

## História

### 2013: Formação
Eles se conheceram individualmente em Los Angeles quando Carson e Duddy formaram uma banda primeiro anos antes e depois que Carson deixou Los Angeles, Duddy e Wystrach decidiram formar uma banda também. Eles se encontraram, agora os três juntos, no casamento de Duddy em Jackson Hole, Wyoming em agosto de 2013, com Wystrach e Carson como seus padrinhos. Como Duddy reconta a história, Carson estava ajudando o seu pai e seu avô a transportar um relógio de pendulo para o casamento e Wystrach também estava se direcionando para o local do casamento, os dois uma semana antes. Depois de se encontrarem, tocaram por algumas horas na varanda de cabana de Carson e no jantar de ensaio, decidiram formar uma banda. Depois da lua de mel de Duddy, o trio esteve no estúdio de gravação Sonic Ranch em El Paso, Texas e, como disse Wystrach, "Nós fomos até o Sonic Ranch, e nos tornamos uma banda. Nos saimos de lá acreditando no que tinha acontecido." A banda, depois, decidiu mudar-se para o Texas e firmar-se ali.
Cameron Duddy começou na música depois de uma situação difícil em sua família e como ter encontrado na música um "quebra-gelo", "às vezes, você não consegue falar sobre todas as coisas que você talvez queira conversar sobre o assunto e o que quebrou o gelo começou a ser música." Ele ganhou seu primeiro violão de seu pai, uma Epiphone, "ajudou-me a encontrar a minha identidade." Duddy trabalhou como diretor de clipes, e ganhou o MTV Video Music Award por dirigir o clipe de "Locked Out of Heaven" do Bruno Mars. Jess Carson cresceu em uma fazenda no estado de Oregon e a música country era o principal gênero do lugar em que ele viveu. Sua irmã e seu pai, eram músicos e anos mais tarde ele começou a tocar guitarra. Cerca de 20 anos de idade, ele tocava músicas de bandas de rock como Nirvana. Marcos Wystrach viveu rodeado por música, por seus pais serem fãs de música ao vivo com diferentes formações. Seu pai era um imigrante que vive em Los Angeles, em torno de R&B e rock. Sua mãe cresceu em uma fazenda do sul de Tucson, Arizona. Antes da formação da banda, o vocalista Mark Wystrach foi um ator e modelo de roupas íntimas.

### 2016–presente:Midland EPeOn The Rocks

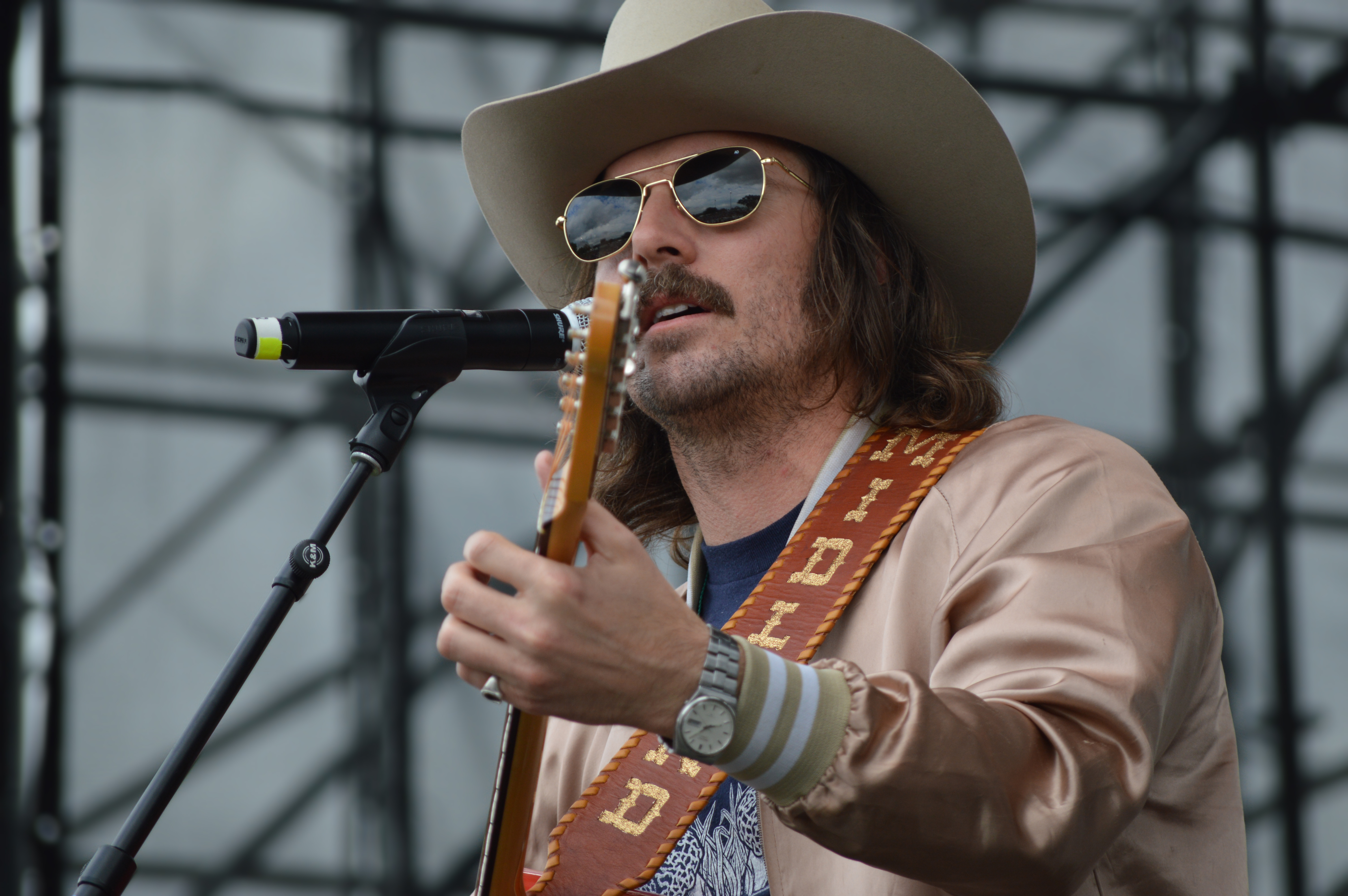
Mark Wystrach em 2018

Em 9 de Março de 2016, o trio assinou com a Big Machine Records e lançou um em EP com cinco músicas. O EP traz o single de estreia "Drinkin' Problem", que se destacou no Hot Country Songs e Country Airplay. A banda escreveu a canção com Shane Mcnally e Josh Osborne, os quais também produziram, e Duddy dirigindo videoclipe da canção. O álbum de estreia da banda, On The Rocks foi lançado em 22 de setembro de 2017, produzido por Dann Huff, Shane Mcnally e Josh Osborne com "Make a Litte" como seu segundo single.

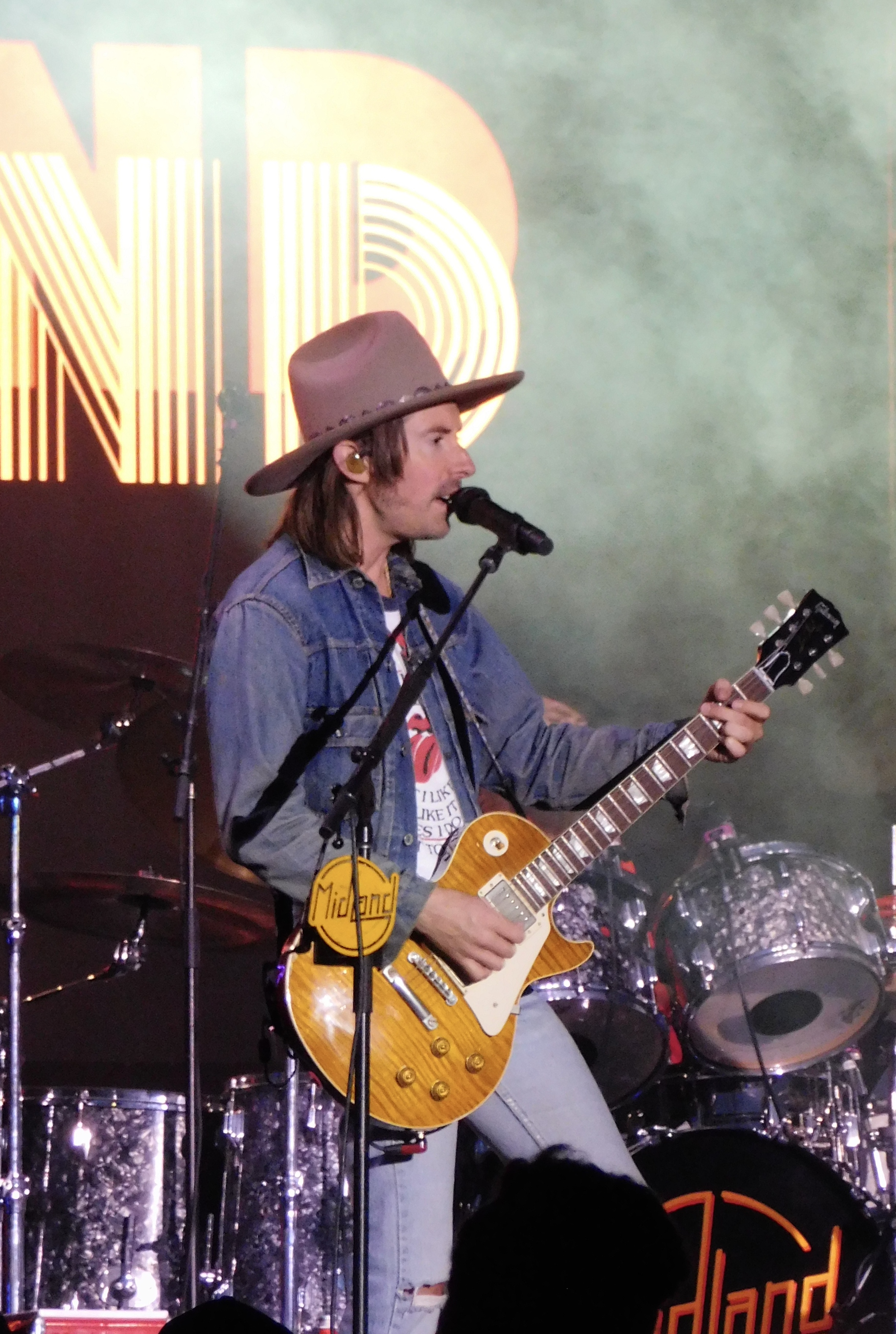
Jess Carson em 2019

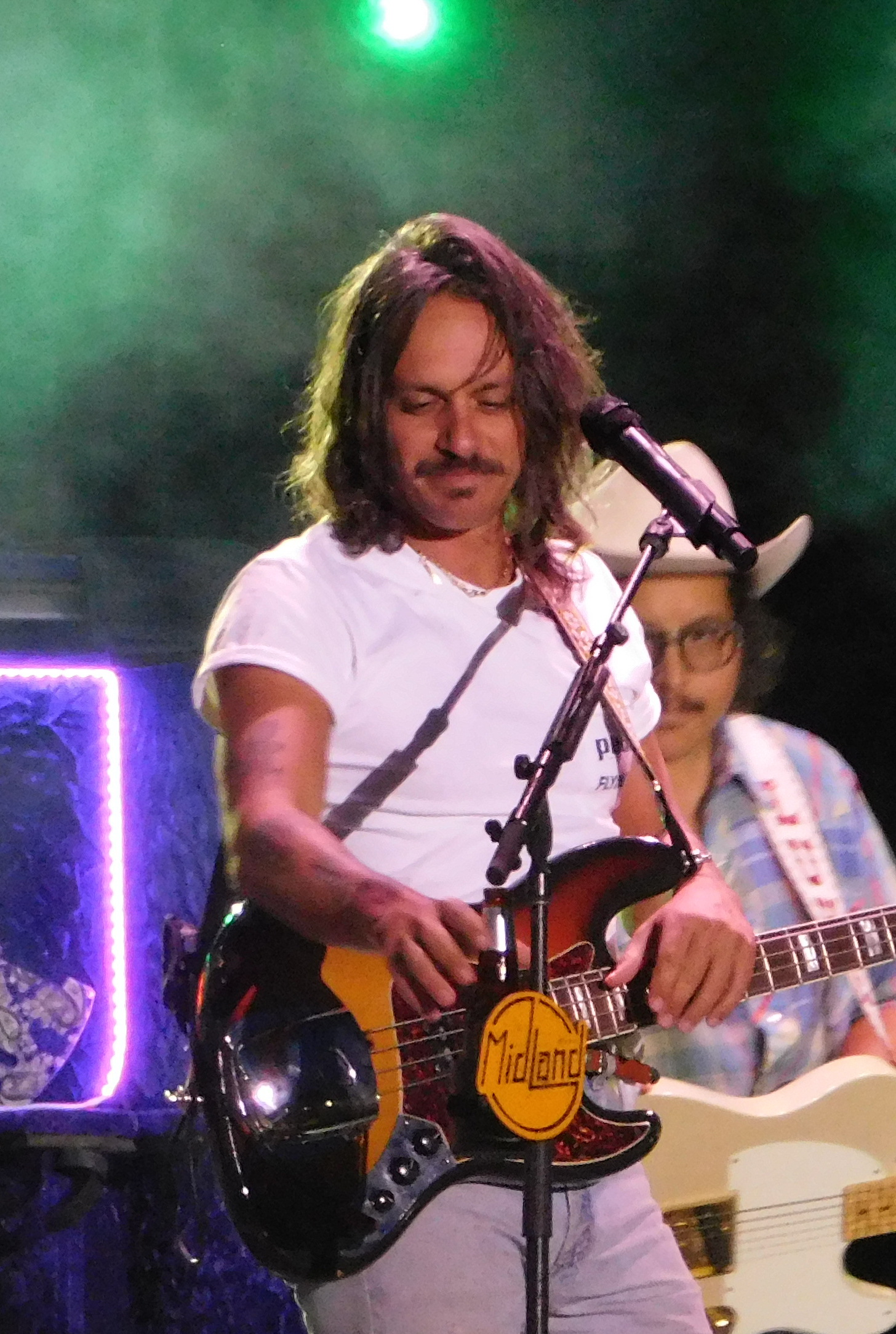
Cameron Duddy em 2019

Em 2017, Midland foi convidado para abrir o show da turnê de Tim McGrawe Faith Hill's. A banda também vai acompanhar Little Big Town e Thomas Rhett em turnê em 2018. A banda recebeu duas indicações na 2018 Grammy Awards: Prêmio Grammy de Melhor Canção Country e o Prêmio Grammy de Melhor Duo/Grupo Performatico de Country, tanto para "Make a Little".

## Estilo e influências
Midland são mais frequentemente descrito como um grupo de country. Os membros manifestaram o seu apreço por George Strait, comparando as semelhanças da voz de Wystrach, Gary Stewart, Águias, Alan Jackson. Influenciado também por Merle Haggard. A revista Rolling Stone disse que "Os Texanos [...] misturam suas vozes para produzir música country que lembra uma mistura de George Strait, Urban Cowboy e o yacht rock dos anos setenta". A Billboard descreve o som da banda como "uma definição de George Strait dos anos 80, uma nova sensação tradicionalista para isso, combinado com as ricas armonias da Califórnia que fez The Eagles lendário". A banda também é conhecida por seu estilo de vestir, em suas apresentações usando Ternos Nudie e tendo estilo anos 80.

## Membros da banda
- Marca Wystrach – vocais
- Cameron Duddy – baixo, vocais de fundo
- Jess Carson – guitarra, vocais de fundo

### Músicos de turnê
- Luke Cutchen - guitarra solo
- Phillip Sterk - guitarras
- Jeff Adamczyk - órgão, piano
- Robbie Crowell - bateria

## Discografia

### Álbuns de estúdio
| Ano  | Álbum                           | Lançamento             | Gravadora           |
| ---- | ------------------------------- | ---------------------- | ------------------- |
| 2017 | On The Rocks                    | 22 de setembro de 2017 | Big Machine Records |
| 2019 | Let It Roll                     | 23 de agosto de 2019   | Big Machine Records |
| 2021 | The Sonic Ranch                 | 13 de março de 2021    | Big Machine Records |
| 2022 | The Last Resort: Greetings From | 6 de maio de 2022      | Big Machine Records |

### Álbuns ao vivo
| Ano  | Álbum                  | Lançamento              | Gravadora           |
| ---- | ---------------------- | ----------------------- | ------------------- |
| 2020 | Live From The Palomino | 28 de fevereiro de 2020 | Big Machine Records |

### Singles
| Ano  | Álbum                        | Gravadora           |
| ---- | ---------------------------- | ------------------- |
| 2017 | Drinkin' Problem             | Big Machine Records |
| 2018 | Drinkin' Problem (Brindemos) | Big Machine Records |
| 2018 | Burn Out                     | Big Machine Records |
| 2018 | East Bound And Down          | Big Machine Records |
| 2019 | Wicked Game                  | Big Machine Records |
| 2020 | Cheatin' Songs               | Big Machine Records |
| 2023 | Wichita Lineman              | Big Machine Records |

### EPs
| Ano  | Álbum                        | Lançamento            | Gravadora           |
| ---- | ---------------------------- | --------------------- | ------------------- |
| 2016 | Midland EP                   | 28 de outubro de 2016 | Big Machine Records |
| 2020 | Guitars, Couches, Etc., Etc. | 29 de maio de 2020    | Big Machine Records |
| 2021 | The Last Resort              | 16 de julho de 2021   | Big Machine Records |

## Videografia

### Documentários
| Ano  | Título                   | Lançamento          | Direção                          |
| ---- | ------------------------ | ------------------- | -------------------------------- |
| 2021 | Midland: The Sonic Ranch | 19 de março de 2021 | Cameron Duddy Brian A. Loschiavo |